# Sinan Erdem Spor Salonu

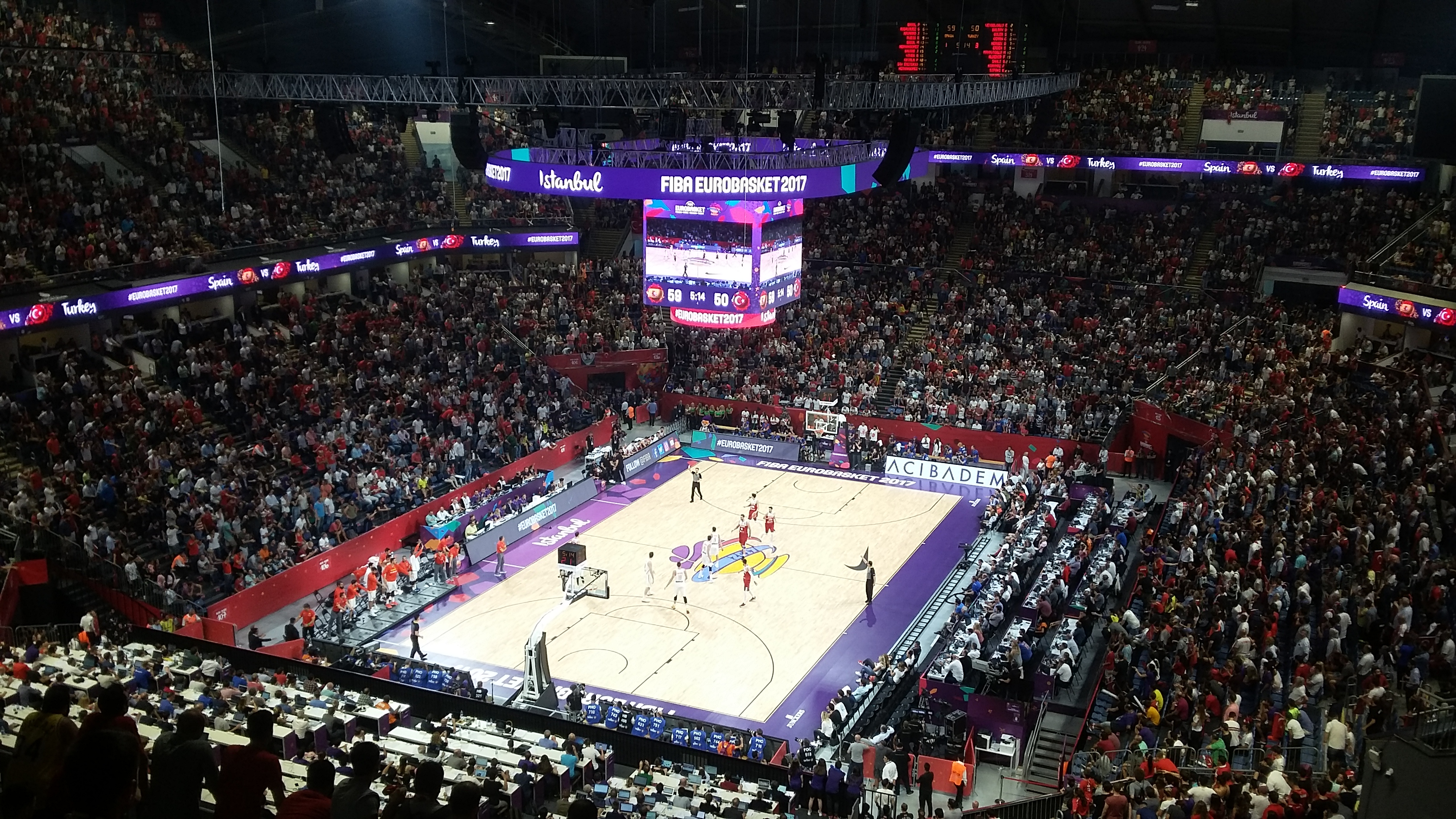
Sinan Erdem Spor Salonu od wnętrza

Sinan Erdem Spor Salonu – hala sportowo-widowiskowa zlokalizowana w dzielnicy Bakırköy w Stambule w Turcji.
Otwarty 23 kwietnia 2010 roku obiekt został wybudowany z okazji mistrzostw świata w koszykówce mężczyzn, które Turcja gościła w 2010. Trybuny hali mogą pomieścić 16 000 osób podczas meczów koszykówki oraz 22 000 widzów w czasie koncertów. W sąsiedztwie obiektu powstała hala lekkoatletyczna Ataköy Atletizm Salonu, która w 2012 była areną halowych mistrzostw świata. Oprócz tego w hali w latach 2011-2013 odbywał się turniej tenisowy będący zakończeniem sezonu w rozgrywkach kobiecych – WTA Tour Championships.